# Bella Vista (Beni)
Bella Vista ist eine Landstadt im Departamento Beni im Tiefland des südamerikanischen Binnenstaates Bolivien.

## Lage im Nahraum
Bella Vista liegt im Municipio Magdalena in der Provinz Iténez auf einer Höhe von 148 m am rechten Ufer des Río Blanco, der zum Flusssystem des Río Iténez gehört.

## Geographie
Das Klima im Raum Bella Vista ist gekennzeichnet durch eine für die Tropen typische ausgeglichene Temperaturkurve mit nur geringen Schwankungen und einem jährlichen Temperaturmittel von knapp 27 °C (siehe Klimadiagramm Magdalena). Der Jahresniederschlag beträgt mehr als 1400 mm, mit einer deutlichen Feuchtezeit von November bis März, und einer Trockenzeit in den Monaten Juni bis August.

## Geschichte
Bella Vista wurde in der ersten Hälfte des 20. Jahrhunderts von Kautschuksammlern gegründet, die in der Region für die Firma Kómarec und Bruckner tätig waren. Die Ansiedlung wurde als Militärstützpunkt unter der Leitung von Julio Serrate genutzt, ihr offizielles Gründungsdatum ist der Februar 1942. Zu den Siedlern von Bella Vista gesellten sich nach und nach Zuwanderer aus den nahe gelegenen Städten Baures, Magdalena, El Carmen und Orobayaya, angelockt durch die Möglichkeiten zum Kautschuk- und Paranuss-Sammeln. Heute lebt die Region Bella Vista in erster Linie von Jagdwild, Holzeinschlag, Palmherzen und Kautschuk, Brandrodungs-Ackerbau und Fischfang aus den beiden Flüssen Río Blanco und Río San Martín, die in Bella Vista zusammentreffen.

## Bevölkerung
Die Einwohnerzahl der Ortschaft ist in den vergangenen beiden Jahrzehnten um knapp die Hälfte angestiegen:
| Jahr | Einwohner | Quelle       |
| ---- | --------- | ------------ |
| 1992 | 1 711     | Volkszählung |
| 2001 | 2 017     | Volkszählung |
| 2012 | 2 440     | Volkszählung |
| 2024 |           | Volkszählung |

## Verkehrsnetz
Bella Vista liegt in nordöstlicher Richtung 333 Straßenkilometer entfernt von Trinidad, der Hauptstadt des Departamentos.
Von Trinidad aus führt die Nationalstraße Ruta 9 auf 211 Kilometer in nördlicher Richtung über San Javier und San Pedro Nuevo nach San Ramón. Hier zweigt eine unbefestigte Landstraße nach Osten ab, die nach 82 Kilometern die Stadt Magdalena erreicht und nach weiteren 40 Kilometern in östlicher Richtung über Orobayaya die Stadt Bella Vista.